# Poppentheater

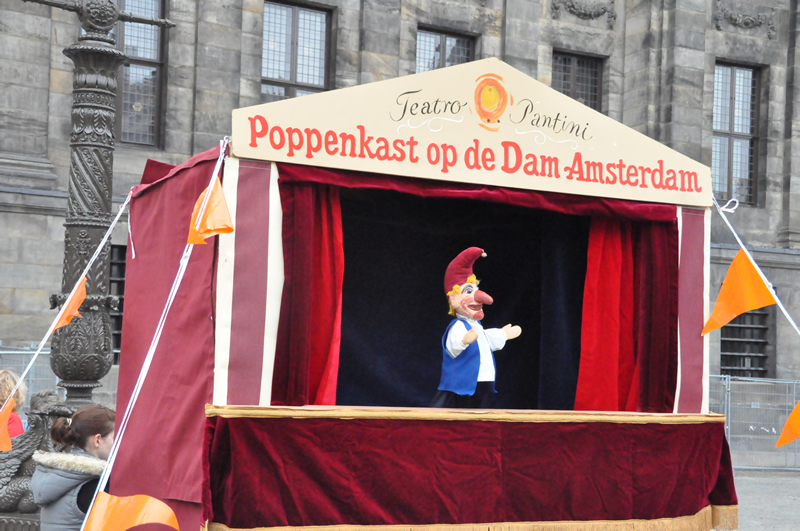
Jan Klaasen op de Dam in Amsterdam

Poppentheater is een vorm van theater met gebruik van poppen. Dit kunnen handpoppen, marionetten, stokpoppen of andere poppen zijn. Ook bepaalde vormen van schimmenspel worden tot het poppentheater gerekend. Tegenwoordig is poppentheater vooral gericht op kinderen en wordt het gespeeld in een poppenkast. Voorheen was het algemeen vermaak, gericht op volwassenen, en in sommige gevallen politiek theater of met een moralistische ondertoon.
Voorbeelden van poppentheater zijn:
- De met handpoppen bespeelde poppenkast, zoals de in Nederland en België bekende poppenkastfiguren Jan Klaasen en Katrijn (in Engeland Punch and Judy).
- Marionettentheaters, zoals de Poesje theaters, waaronder de Poesjenellenkerder in Antwerpen, het Tchantchestheather in Luik, het voormalige poppentheater van Pieke Dassen in Maastricht en het poppentheater van Johann Christoph Winters (1772-1862) in Keulen (met der Tünnes und der Schäle uit respectievelijk 1803 en 1847).
- Het Italiaanse Opera dei Pupi.
- Het Japanse Kyogen (Nôgaku-theater) en Bunraku.
- Bepaalde vormen van het schimmenspel, zoals het Indonesische Wajang en Sbek Thom van de Khmer in het gebied van het hedendaagse Cambodja.

De drie laatstgenoemde vormen van poppentheater staan vermeld op de Lijst van Meesterwerken van het Orale en Immateriële Erfgoed van de Mensheid van UNESCO.

## Afbeeldingen

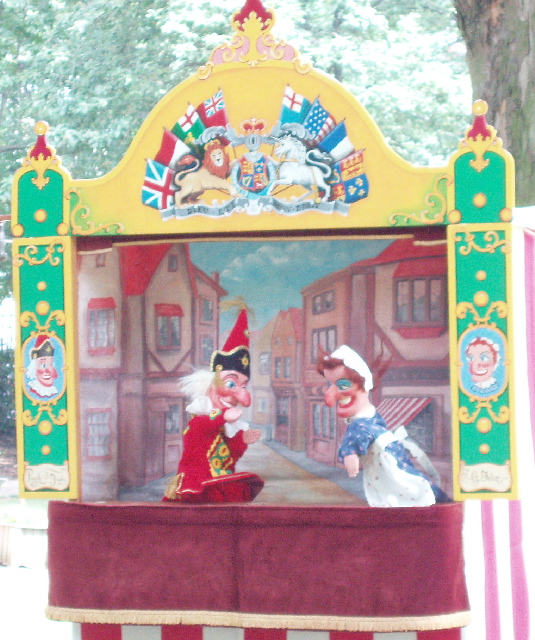
Punch & Judy (Londen)
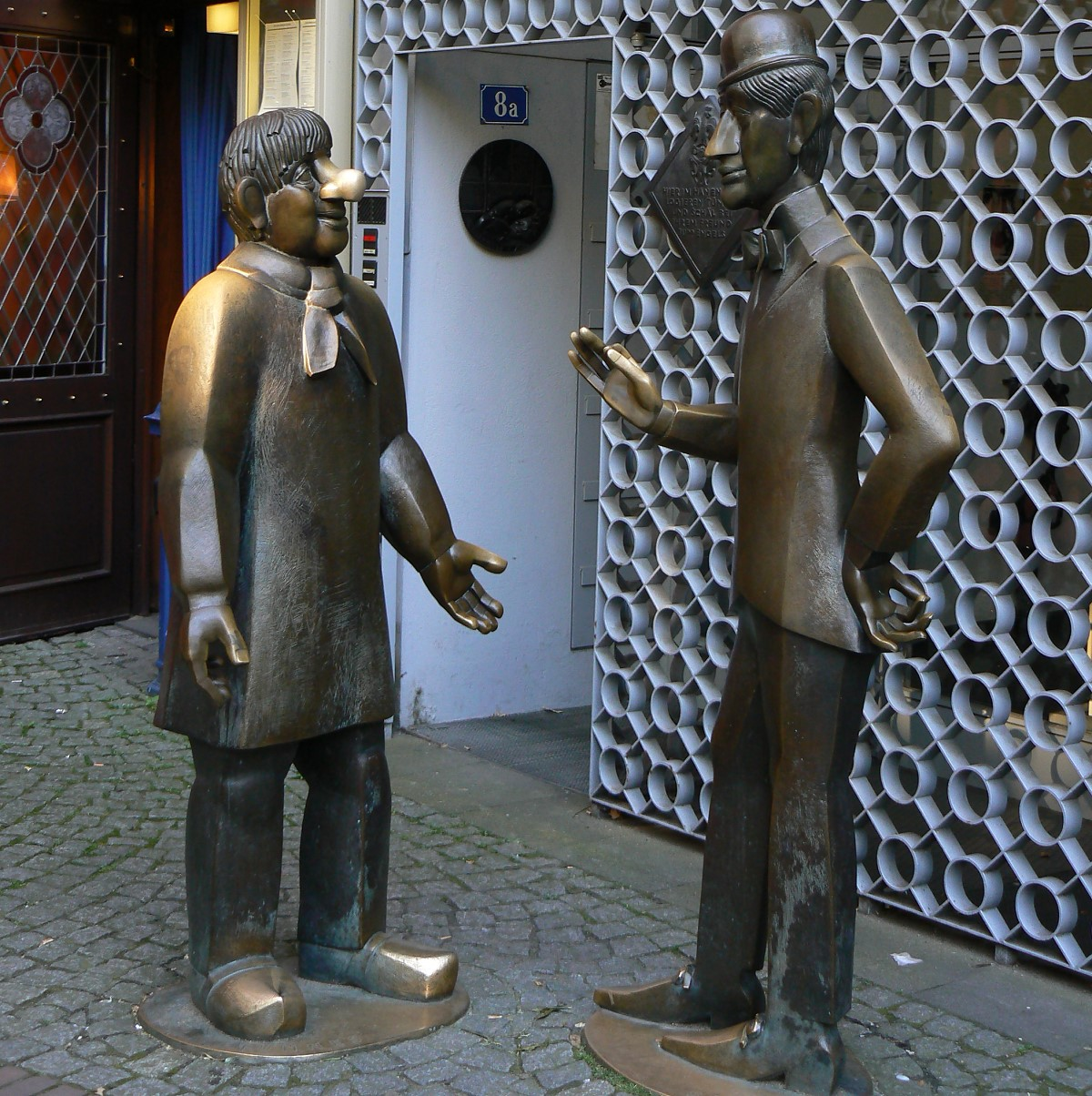
Standbeeld van Tünnes & Schäle (Keulen)
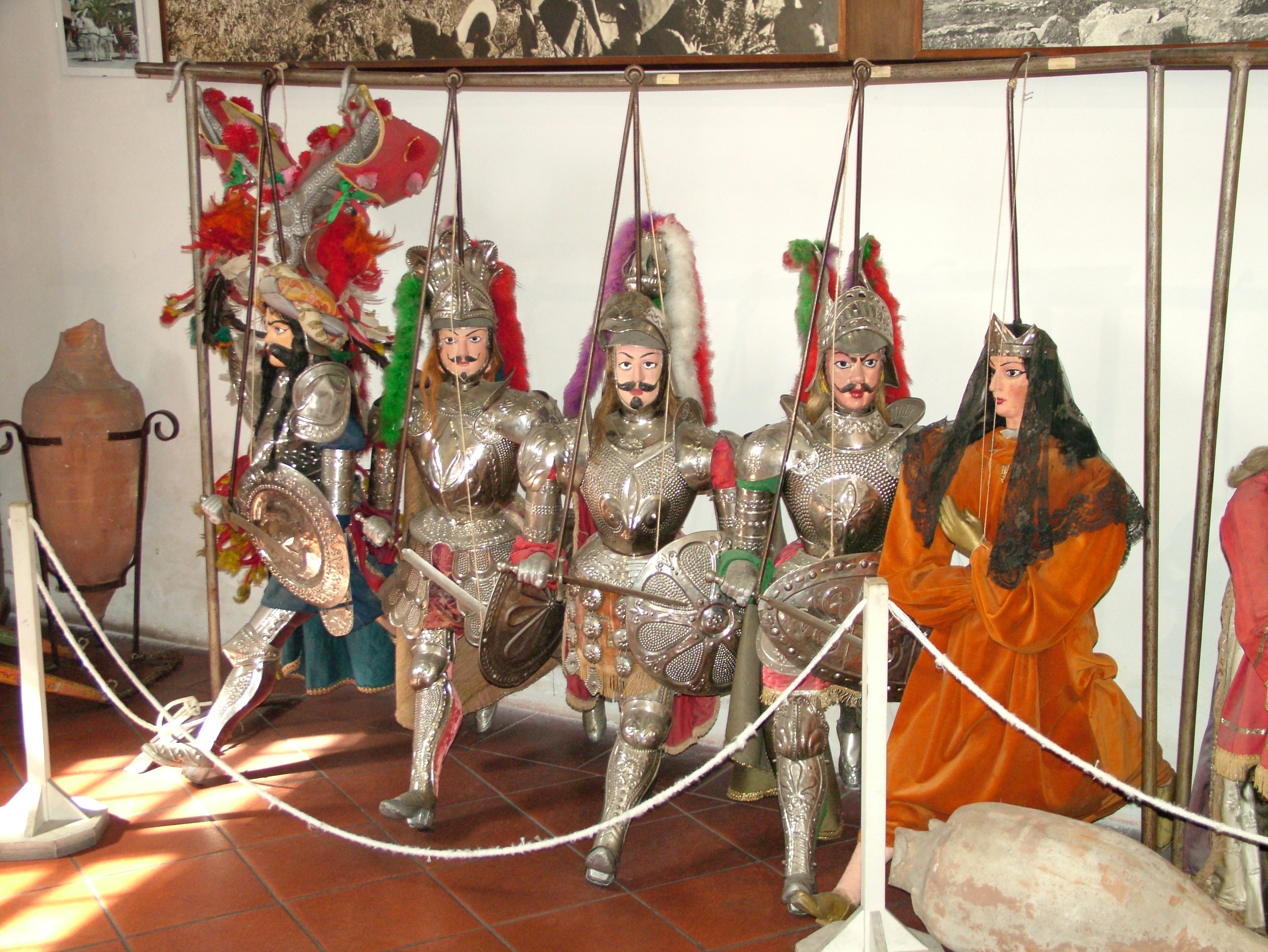
Opera dei Pupi (Italië)
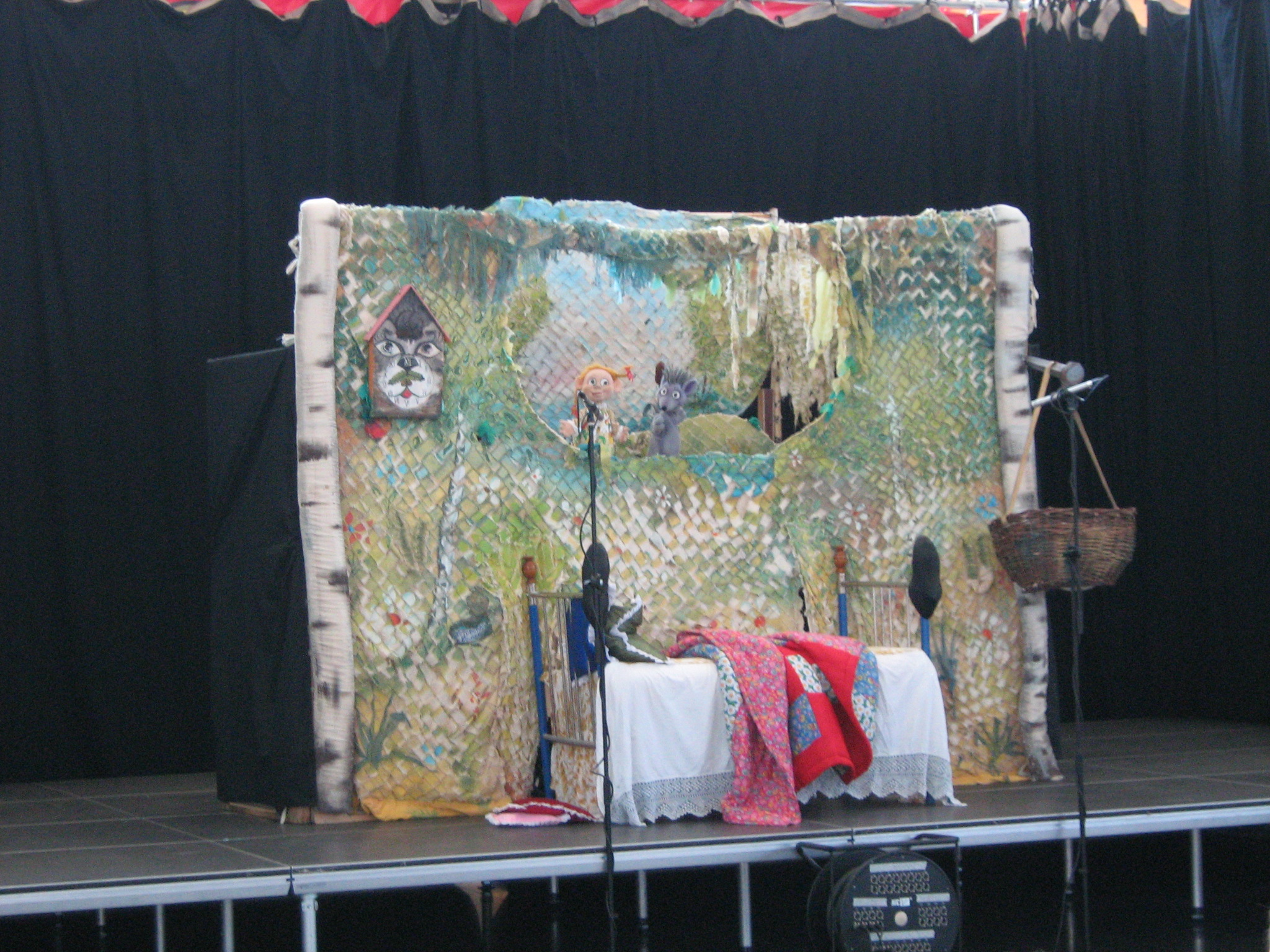
Poppentheater (Rusland)
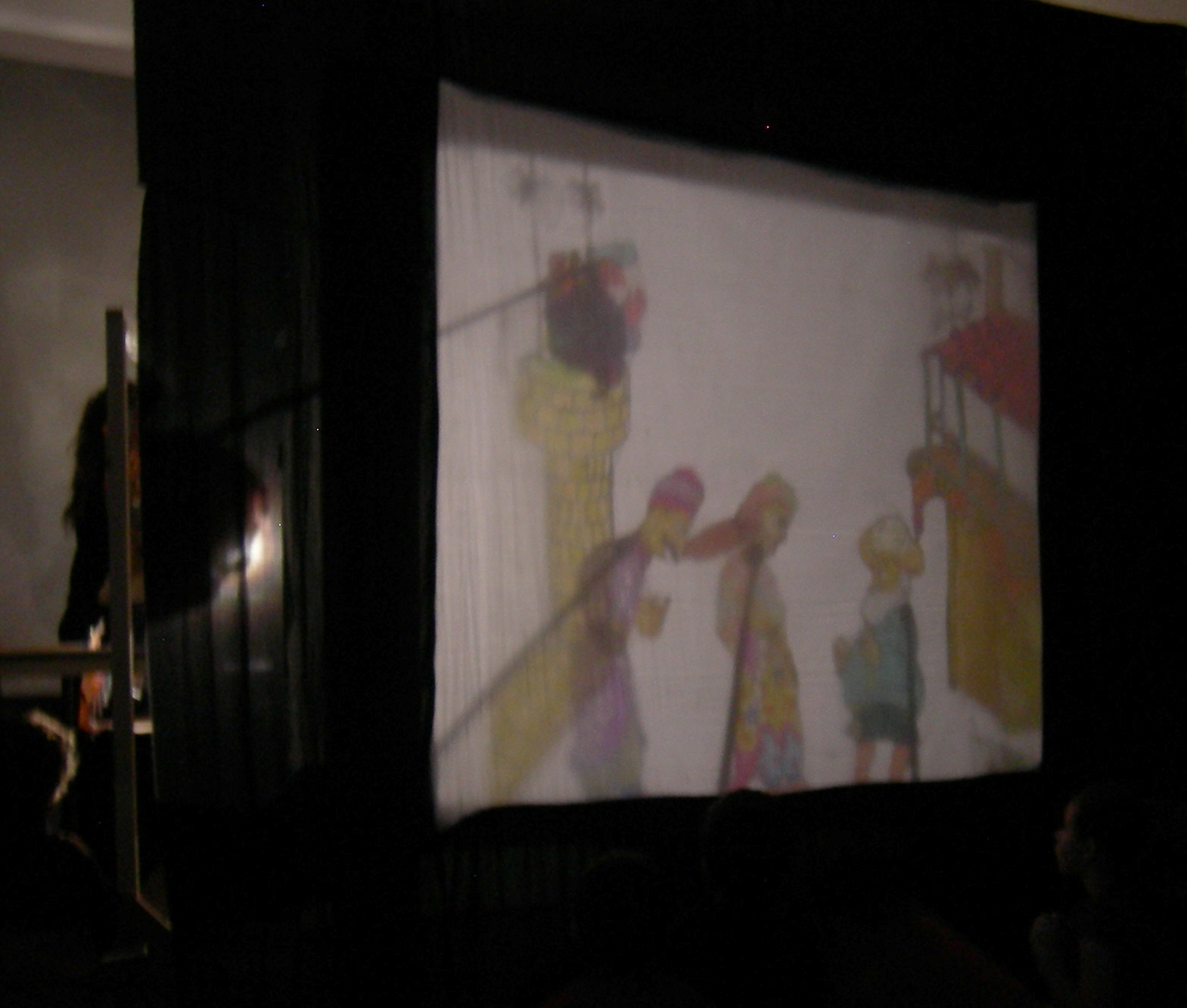
Karagöz en Hacivat (Turkije)
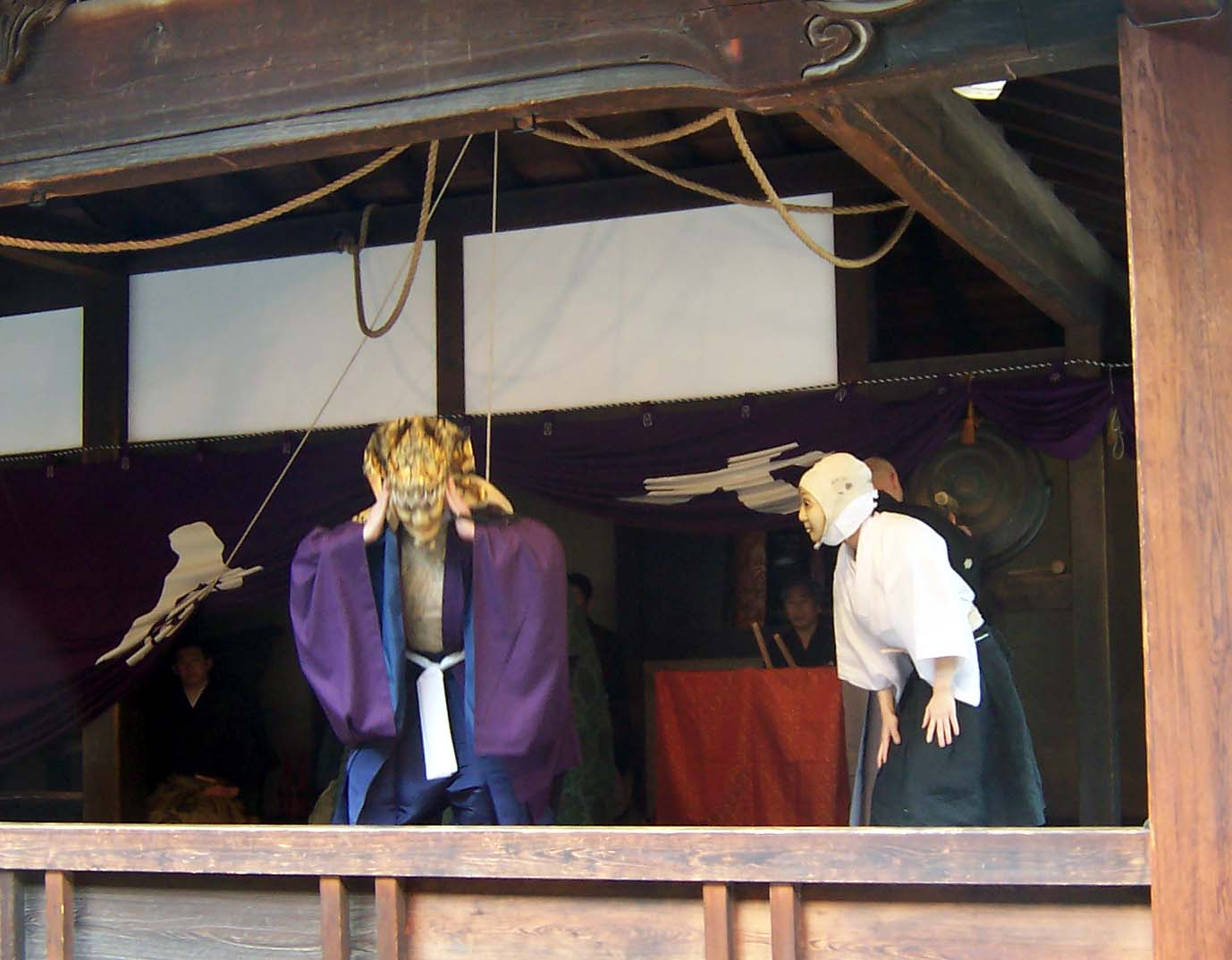
Kyogen (Japan)
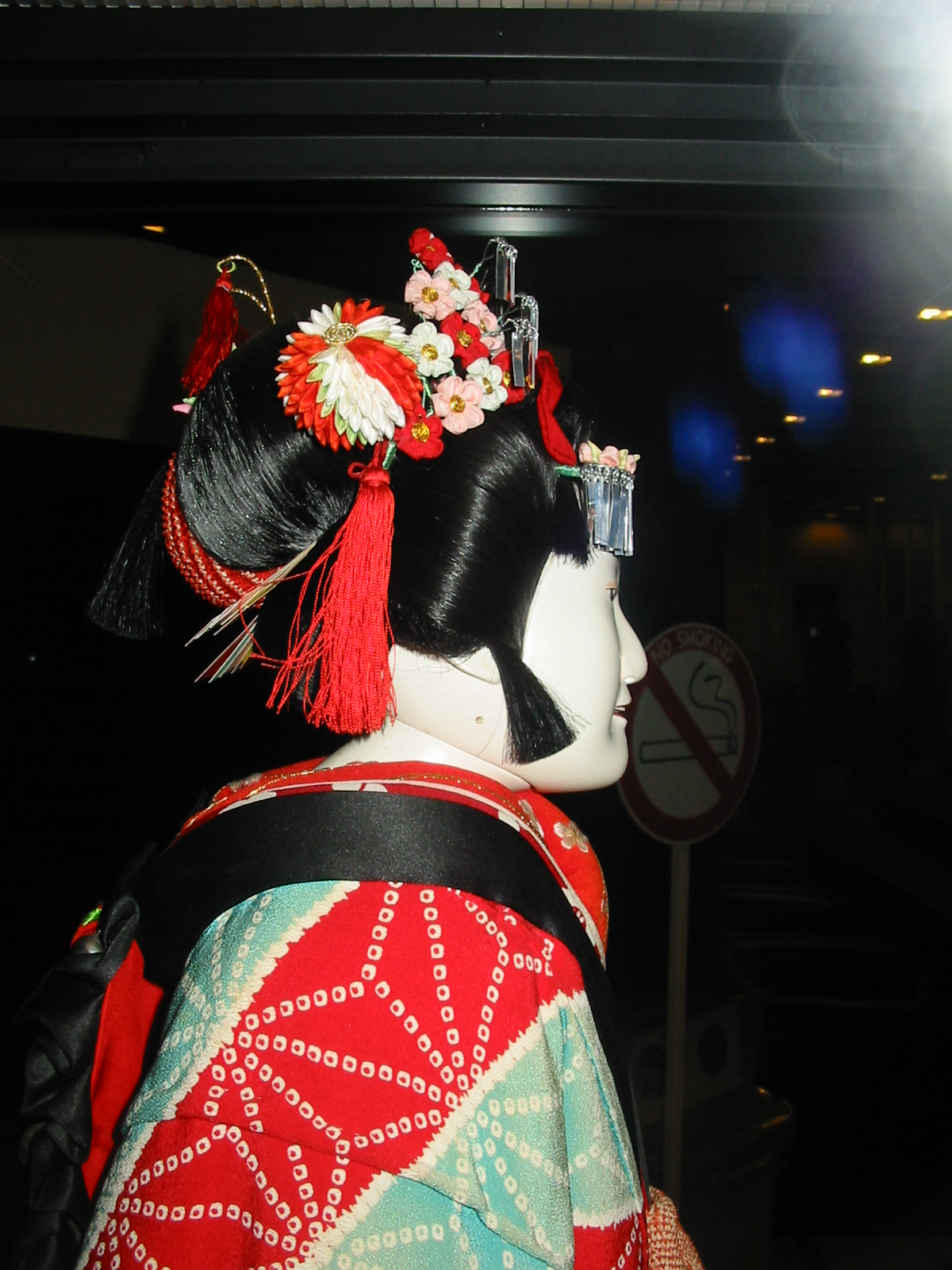
Bunraku (Japan)
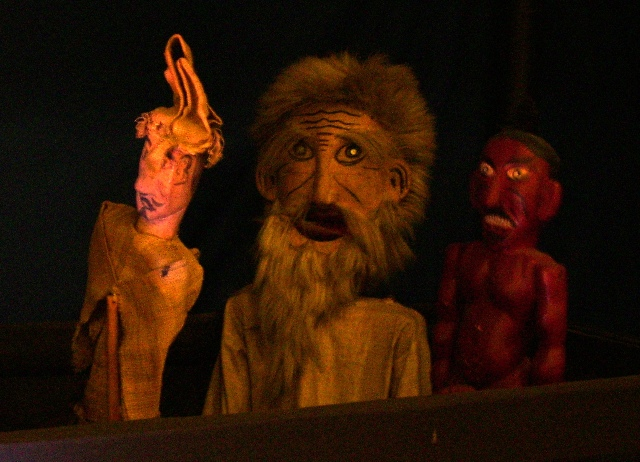
Koreaanse poppen
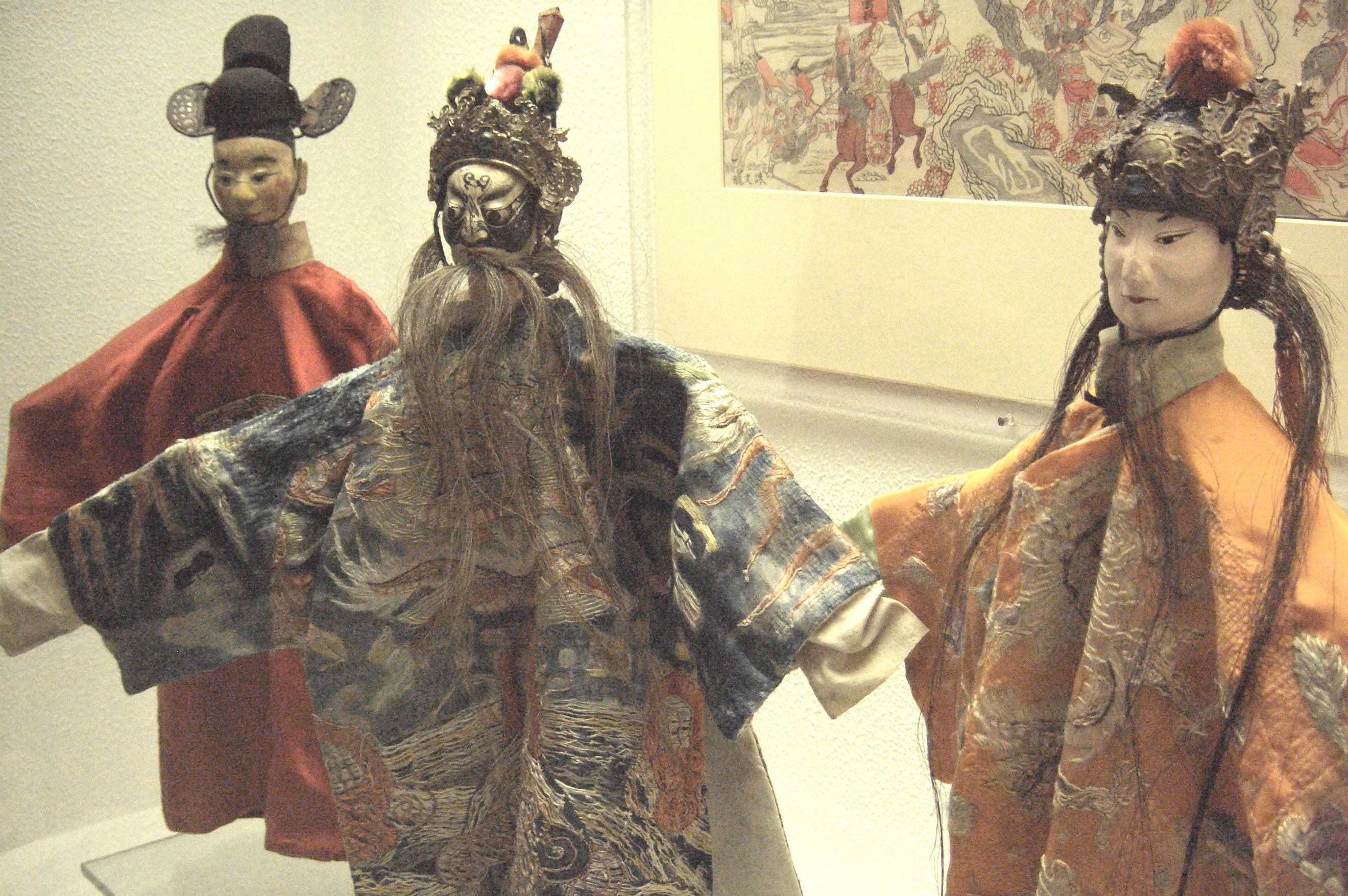
Chinese stokpop
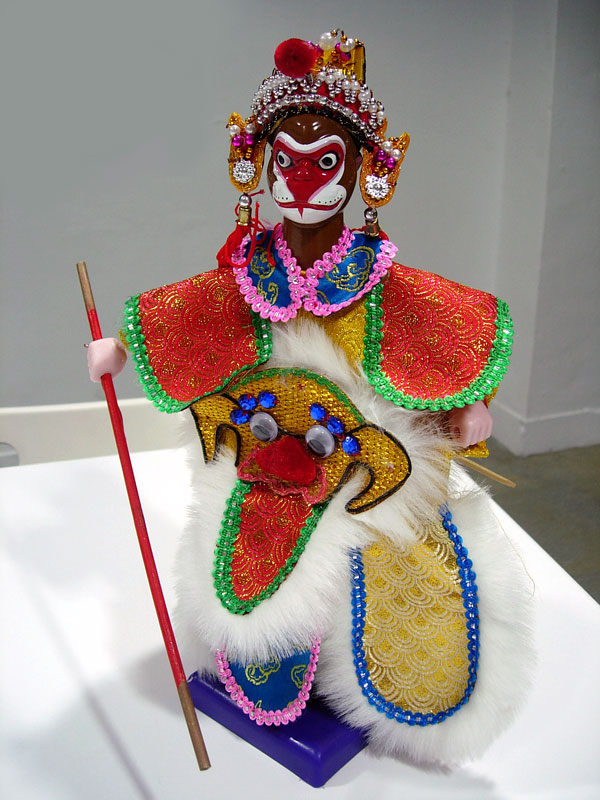
Pop uit Taiwan
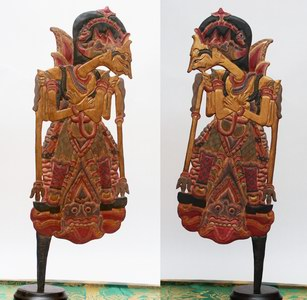
Wajangpoppen  (Indonesië)
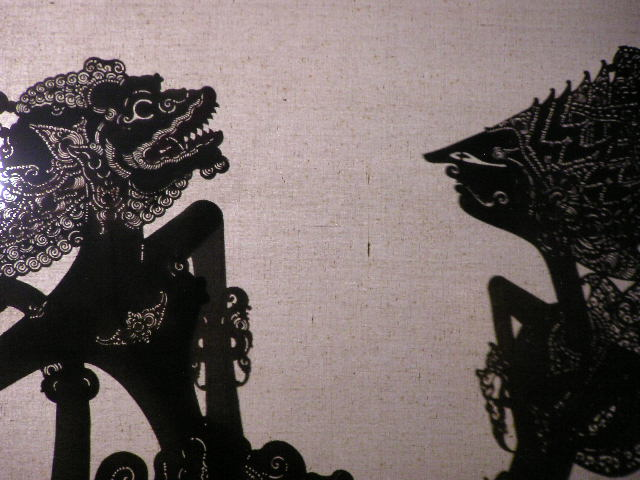
Schimmenspel bij wajang
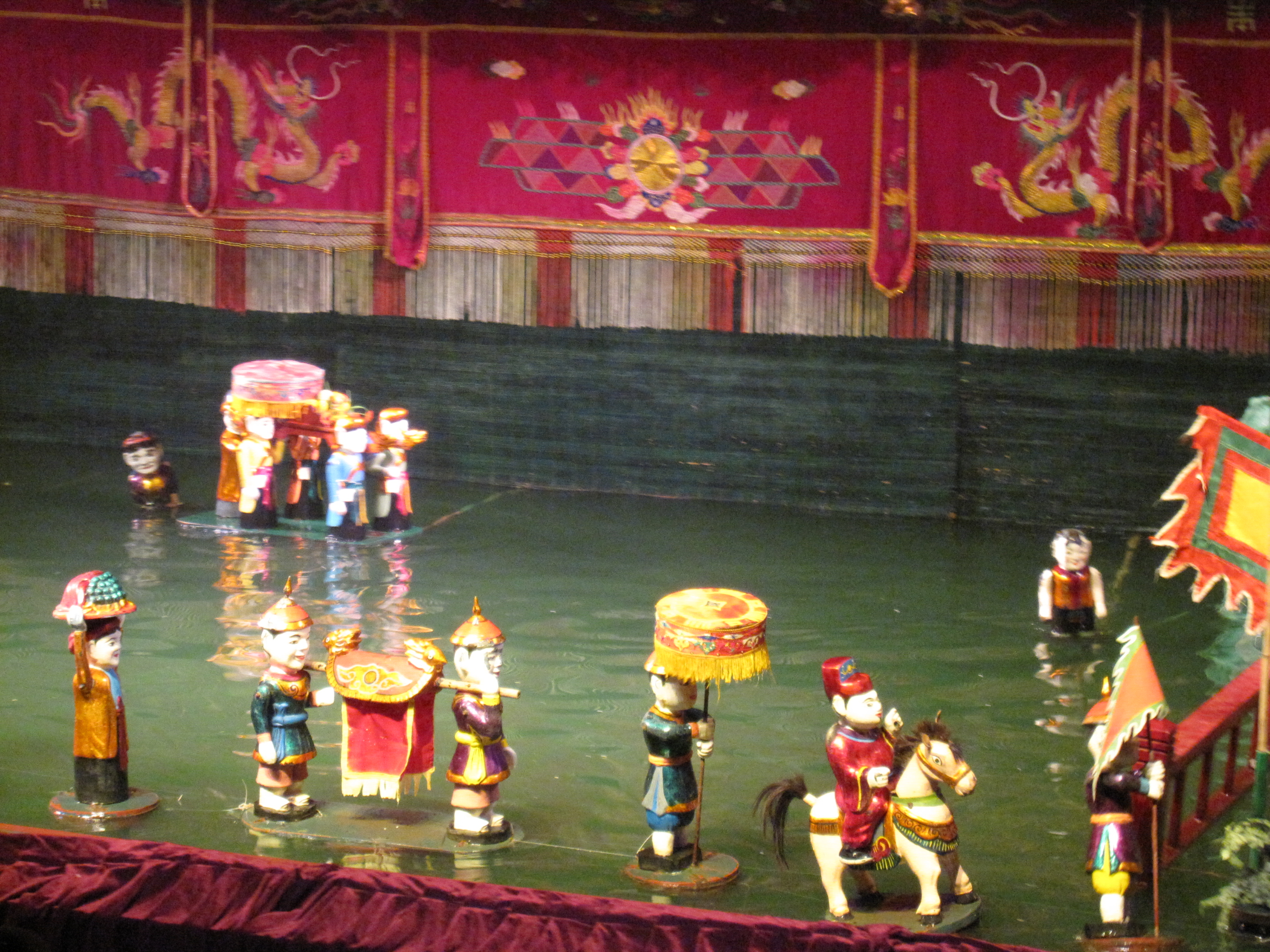
Waterpoppentheater (Vietnam)
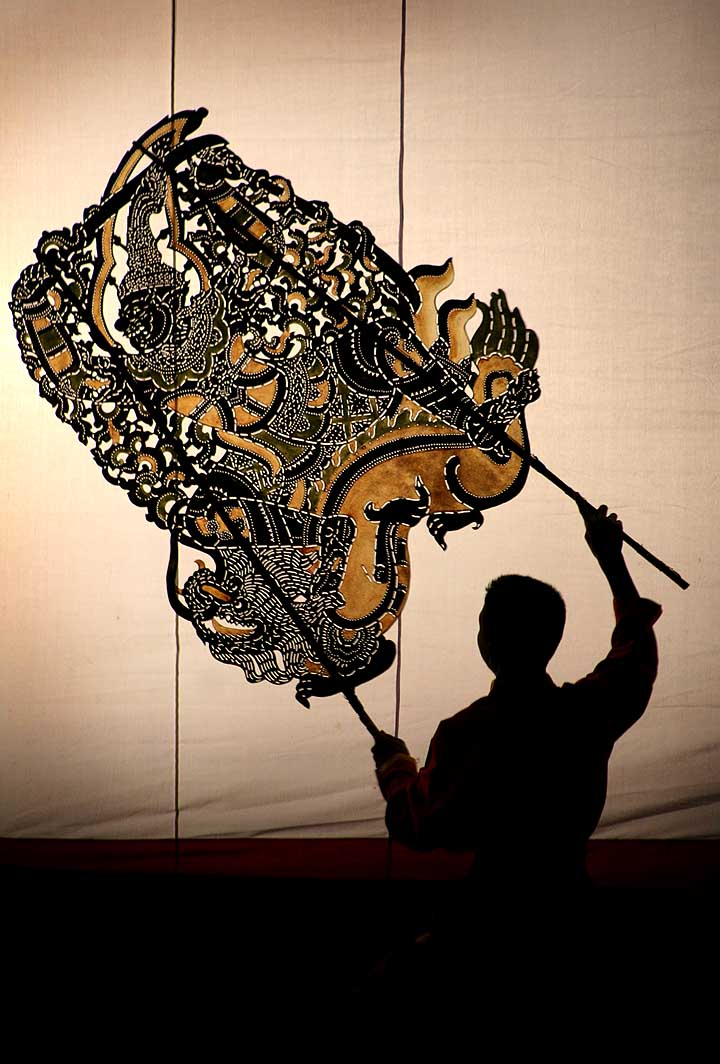
Nang yai (Thailand)
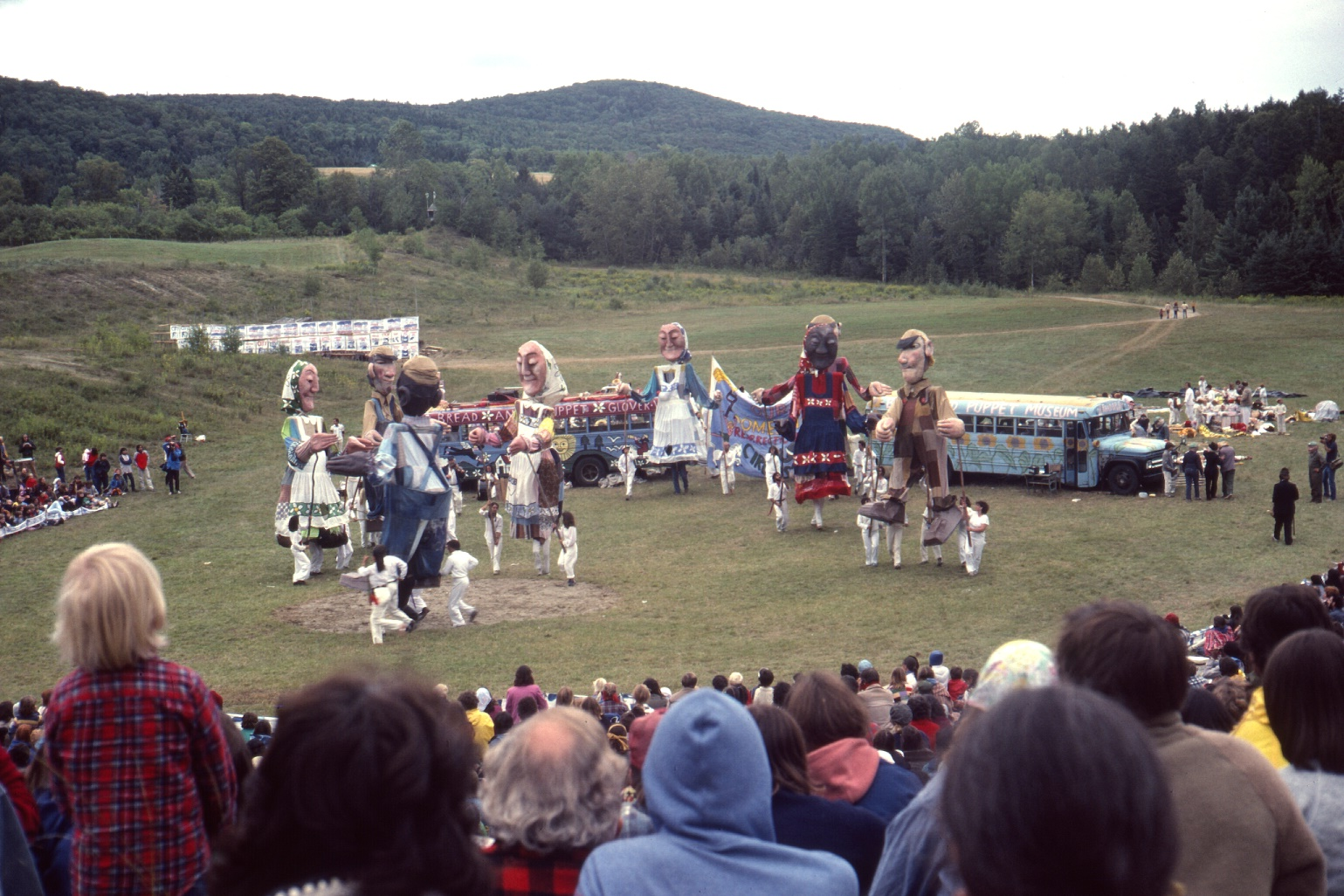
Meer dan manshoge poppen van Bread and Puppet Theater  (Verenigde Staten)
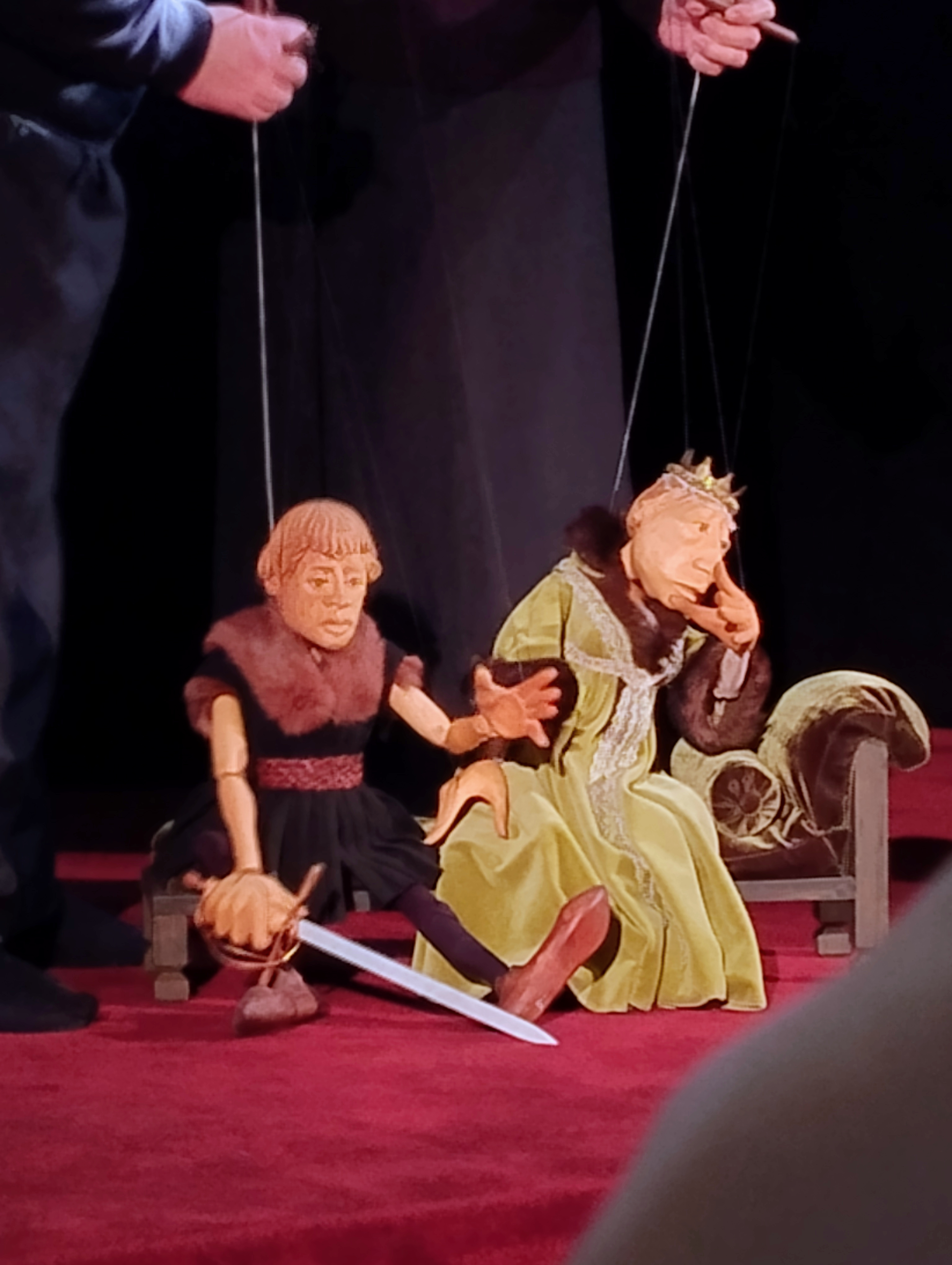
De Bende van Richaar, Aalst, België